# Mansila (département)
Cet article concerne le département et la commune rurale. Pour le village chef-lieu, voir Mansila (Burkina Faso).
Mansila est un département et une commune rurale de la province du Yagha, situé dans la région du Sahel au Burkina Faso.

## Géographie

### Démographie
- En 2006, le département comptait 42 787 habitants recensés[1].

## Administration

### Villages
Le département et la commune rurale de Mansila est administrativement composé de vingt-neuf villages, dont le village chef-lieu homonyme (données de population consolidées en 2012, issues du recensement général de 2006) :
- Babonga
- Bana
- Banga
- Bognori
- Boliel
- Botan
- Botontonga
- Boutonou
- Darounkayrou
- Djibondi
- Fouly
- Guitanga
- Hamdalaye
- Haoura
- Kontiana
- Kossi
- Koygouroual
- Lontari
- Mansila, chef-lieu
- Ouro-Balla
- Ouro-Djiama
- Penkatougou
- Pontitiaga
- Soféri
- Tamna
- Tantiaga
- Téparé
- Tiabongou
- Tioumbanga